# Бусаку
Буса́ку (порт. Serra do Buçaco) — горный массив в Португалии. Наивысшая точка массива — гора Круз-Алта (порт. Cruz Alta) (545 метров), с которой открывается вид на долину реки Мондегу и Атлантический океан.
На этой территории находится монастырь кармелитов, основанный в 1628 году. Указ папы Григория XV (1623 года) запрещает женщинам находиться на территории монастыря. Другой указ, выданный папой Урбаном VIII (1643 года), угрожает отлучением от церкви тем, кто нанесёт ущерб деревьям, которые растут на склонах Бусаку. Монастырь действовал до 1834 года, когда после гражданской войны религиозные ордены в Португалии были упразднены и изгнаны из страны.
До конца XIX века Бусаку стал одним из излюбленных мест отдыха иностранцев, особенно британских туристов, на пути к Лиссабону и Порту. В построенном между 1888 и 1907 гг. великолепном здании, задуманном как резиденция для королевы Марии Пии, супруги португальского короля Луиша I, теперь расположен отель «Бусаку» (порт. Palácio Hotel do Buçaco), который до сих пор привлекает множество туристов и считается одним из лучших исторических отелей в мире.
В 1873 году на южных склонах массива был установлен монумент в честь битвы при Бусаку (27 сентября 1810 года), в которой французские войска потерпели поражение от британских и португальских сил под командованием герцога Веллингтона.